# Championnats du monde de triathlon longue distance 2017
Navigation
Édition précédente Édition suivante
Les championnats du monde de triathlon longue distance 2017, 24e édition de la compétition, ont lieu le 27 août 2017 à Penticton au Canada. Ils sont organisés dans le cadre du Multisport World Championship Festival qui réunit plusieurs championnats mondiaux de sports gérés par l'ITU.

## Résumé de course
L'édition de ce championnat longue distance sur le continent américain au sein d'un festival de championnat de sport enchainés a suscité un fort engouement des spécialistes de la longue distance. De nombreux triathlètes de renom engagés régulièrement sur le circuit Ironman se sont laissés tenter par l'épreuve de la Fédération internationale de triathlon. Le tenant du titre le Français Sylvain Sudrie doit affronter les meilleurs spécialistes du moment, le Canadien Lionel Sanders qui joue à domicile et affiche une série de victoires sur Ironman 70.3 conséquente depuis le début de la saison, l'Australien Joshua Amberger récent vainqueur de l'Ironman Cairns et encore l'Américain Andy Potts champion du monde d'Ironman 70.3 en 2007 qui affiche une bonne forme en cette saison 2017. Chez les féminines Melissa Hauschildt, la Finlandaise Kaisa Lehtonen et l'Américaine Heather Wurtele dont les palmarès cumulent quasiment tous les titres mondiaux, briguent la succession de la Britannique Jodie Swallow. Le plateau de cette édition, tant masculin que féminin est parmi les plus prestigieux de la saison 2017.

### Course hommes

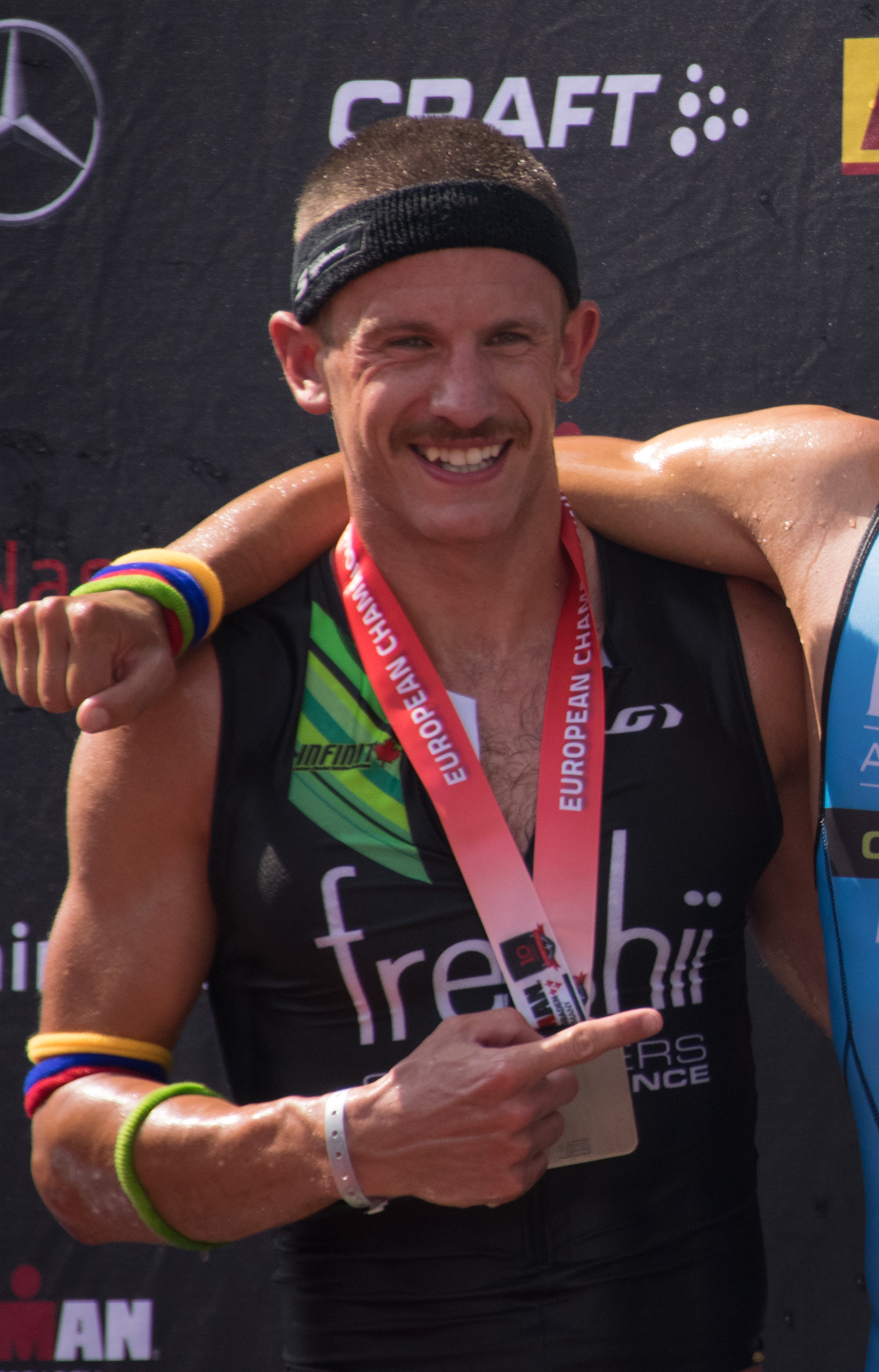
Lionel Sanders Ironman 70.3 Germany 2016

La victoire revient au coureur local, le Canadien Lionel Sanders. Sans équivoque, il remporte la course avec une deux minutes d'avance, malgré une crevaison durant la partie vélo. 24 concurrents s'affrontent dès le départ natation pour 3 000 mètres dans le lac Okanagan. Cette première partie est dominée par l'Australien Joshua Amberger et l'Espagnol Pablo Dapena González. Les Français Cyril Viennot et le tenant du titre Sylvain Sudrie sortent à plus de deux minutes de la tête de course. Lionel Sanders accuse pour sa part dans cette partie un retard de quatre minutes et onze secondes. Rapidement Josh Amberger creuse des écarts, sur une partie vélo longue de 90 kilomètres, il est pris en chasse par Sylvain Sudrie et Lionel Sanders qui rejoint le Français aux environs de la mi-course. Effort réduit à rien, une crevaison stoppant momentanément la forte progression du Canadien. Sylvain Sudrie est également rattrapé par son compatriote Cyril Viennot, mais celui-ci est victime d'un accident sans gravité avec un véhicule automobile, qui le projette au sol et brise sa roue arrière mettant un terme à sa course. Josh Amberger continuant son cavalier seul arrive à sa seconde transition avec plus de trois minutes d'avance sur ses poursuivants, Sylvain Sudrie, Lionel Sanders, Drew Scott et Joseph Gambles. Le dénouement se joue durant la course à pied. Cette ultime épreuve de 30 kilomètres de course à pied est marquée par la spectaculaire remontée du Canadien, qui reprend rapidement le Français et poursuit sa chasse pour rattraper Josh Amberger dans les derniers kilomètres. Sur un rythme qui ne faiblit pas, il passe la ligne en vainqueur et remporte son premier titre mondial. Amberger et Gambles prennent place sur les deuxièmes et troisièmes places du podium. Sylvain Sudrie faiblit dans les kilomètres terminaux pour échoir à la 5e du général pour sa 8e et dernière participation à une épreuve mondiale,.

### Course femmes
Chez les féminines le titre revient à l’Australienne Sarah Crowley. Elle construit sa victoire durant la course à pied, étant dominé dans la partie natation et la partie vélo par la Danoise Helle Frederiksen qui pour sa première participation ne parvient pas à conserver son avantage durant l'épreuve de course à pied. Sarah Crowley, qui pour sa part ne faiblit pendant la dernière épreuve parvient à reprendre la Danoise dans les dix derniers kilomètres et monte sur la première marche pour la première fois de sa carrière professionnelle. Le troisième place revient à la Canadienne Heather Wurtele  auteure d'une course de haut niveau en terminant à 50 secondes.

## Palmarès
« Top 10 » hommes et femmes du championnat du monde longue distance 2017.
| Rang               | Nom               | Pays | Temps           |
| ------------------ | ----------------- | ---- | --------------- |
| Médaille d'or      | Lionel Sanders    |      | 5 h 20 min 36 s |
| Médaille d'argent  | Joshua Amberger   |      | 5 h 22 min 3 s  |
| Médaille de bronze | Joseph Gambles    |      | 5 h 26 min 23 s |
| 4                  | Andy Potts        |      | 5 h 27 min 25 s |
| 5                  | Sylvain Sudrie    |      | 5 h 29 min 49 s |
| 6                  | Drew Scott        |      | 5 h 32 min 19 s |
| 7                  | Francisco Serrano |      | 5 h 36 min 5 s  |
| 8                  | Jeff Symonds      |      | 5 h 37 min 8 s  |
| 9                  | Mark Buckingham   |      | 5 h 38 min 48 s |
| 10                 | Paul Ambrose      |      | 5 h 40 min 56 s |

| Rang               | Nom                  | Pays | Temps           |
| ------------------ | -------------------- | ---- | --------------- |
| Médaille d'or      | Sarah Crowley        |      | 5 h 51 min 53 s |
| Médaille d'argent  | Helle Frederiksen    |      | 5 h 55 min 4 s  |
| Médaille de bronze | Heather Wurtele      |      | 5 h 55 min 51 s |
| 4                  | Kaisa Sali           |      | 6 h 1 min 16 s  |
| 5                  | Leanda Cave          |      | 6 h 4 min 44 s  |
| 6                  | Rachel McBride       |      | 6 h 7 min 44 s  |
| 7                  | Camilla Pedersen     |      | 6 h 7 min 46 s  |
| 8                  | Jen Annett           |      | 6 h 10 min 34 s |
| 9                  | Melissa Hauschildt   |      | 6 h 13 min 1 s  |
| 10                 | Jennifer Spieldenner |      | 6 h 14 min 46 s |

## Distances
| Distances course (kilomètres) | Distances course (kilomètres) | Distances course (kilomètres) |
| Natation                      | Vélo                          | Course à pied                 |
| ----------------------------- | ----------------------------- | ----------------------------- |
| 3                             | 120                           | 30                            |